# Lilian Rolfe
Lilian Vera Rolfe (26 de abril de 1914-5 de febrero de 1945) fue una agente secreto aliada en la Segunda Guerra Mundial.

## Primeros años
Rolfe y su hermana gemela Helen Fedora Rolfe eran hijas de George Rolfe, un contable británico que trabajaba en París. Aunque creció en París, ella y su hermana vinieron a Inglaterra a la escuela de verano para aprender inglés cuando tenían unos 7 años y luego de nuevo cuando tenían 11, ya que en casa hablaban francés. A los 17 años, Rolfe enfermó de fiebre reumática mientras visitaba a una familia inglesa. En 1930, la familia se trasladó a Brasil por "razones profesionales" y Lilian y Helen "terminaron la escuela" allí. Trabajó en la embajada de Canadá, pero cuando empezó la guerra se cambió a la embajada británica. Realizó cursos de primeros auxilios y de código Morse.

## Segunda Guerra Mundial
Al comienzo de la Segunda Guerra Mundial, Rolfe trabajó en la embajada británica en Río de Janeiro antes de ir a Londres, Inglaterra, en 1943, para unirse a la Fuerza Aérea Auxiliar Femenina. Debido a su fluidez en el idioma francés, fue reclutada por la Dirección de Operaciones Especiales, donde fue entrenada como operadora de radio.
El 5 de abril de 1944, Rolfe fue lanzada cerca de la ciudad de Orleans, en la Francia ocupada, donde fue desplegada para trabajar con la red "Historiador" dirigida por George Wilkinson. Su trabajo consistía en transmitir a Londres los mensajes de radio de los maquis y otros mensajes importantes. Además de sus tareas inalámbricas, que incluían informar sobre los movimientos de las tropas alemanas y organizar el envío de armas y suministros, participó activamente en misiones con miembros de la Resistencia francesa contra los ocupantes alemanes y participó en un tiroteo en la pequeña ciudad de Olivet, al sur de Orleans.
Tras el desembarco del Día D, una persecución cada vez más agresiva por parte del Gestapo llevó a la detención del oficial superior de Rolfe. No obstante, Rolfe siguió trabajando hasta su detención en una casa de transmisiones en Nargis el 31 de julio de 1944. Transportada a la prisión de Fresnes, en París, fue interrogada repetidamente y torturada hasta agosto de 1944, cuando fue enviada al campo de concentración de Ravensbrück. Según la confesión de un oficial alemán tras el final de la guerra, estaba tan enferma que no podía caminar. El 5 de febrero de 1945, Rolfe, de 30 años, fue ejecutada por los alemanes y su cuerpo fue eliminado en el crematorio.
Otras tres mujeres del SOE también fueron ejecutadas en Ravensbrück: Denise Bloch, Cecily Lefort y Violette Szabo.

## Honores
El nombre de Lilian Rolfe está grabado en el monumento de Runnymede, en Surrey (Reino Unido). La "Casa de Lilian Rolfe" en Vincennes Estate, Lambeth, fue dedicada a su memoria. En su honor, el gobierno de Francia le concedió póstumamente la Croix de Guerre. En la ciudad de Montargis, en el departamento de Loiret, donde había actuado, una calle lleva su nombre: "Rue Claudie Rolfe". Como uno de los agentes del SOE que murieron por la liberación de Francia, figura en la "Lista de Honor" del Memorial del SOE de Valençay, en la ciudad de Valençay, en el departamento de Indre. Al igual que muchas agentes femeninas, cuando se incorporó al SOE fue destinada a la First Aid Nursing Yeomanry (FANY). Por ello, también está conmemorada en el monumento a las FANY en la iglesia de San Pablo de Knightsbridge, en Londres. El 19 de agosto de 2021 se instaló una placa en la casa en la que nació Rolfe (32 avenue Duquesne, en el VII Distrito de París) gracias a los esfuerzos de Barbara Cronk, miembro de la familia Rolfe.
En la película de 1958 Carve Her Name with Pride, el personaje de Lilian Rolfe fue interpretado por Anne Leon.

### Condecoraciones
|  | Orden del Imperio Británico (Reino Unido)    |
|  | 1939-1945 Star (Reino Unido)                 |
|  | Estrella de Francia y Alemania (Reino Unido) |
|  | Medalla de guerra 1939-1945 (Reino Unido)    |
|  | Croix de guerre 1939-1945 (Francia)          |